# 낟알 크기

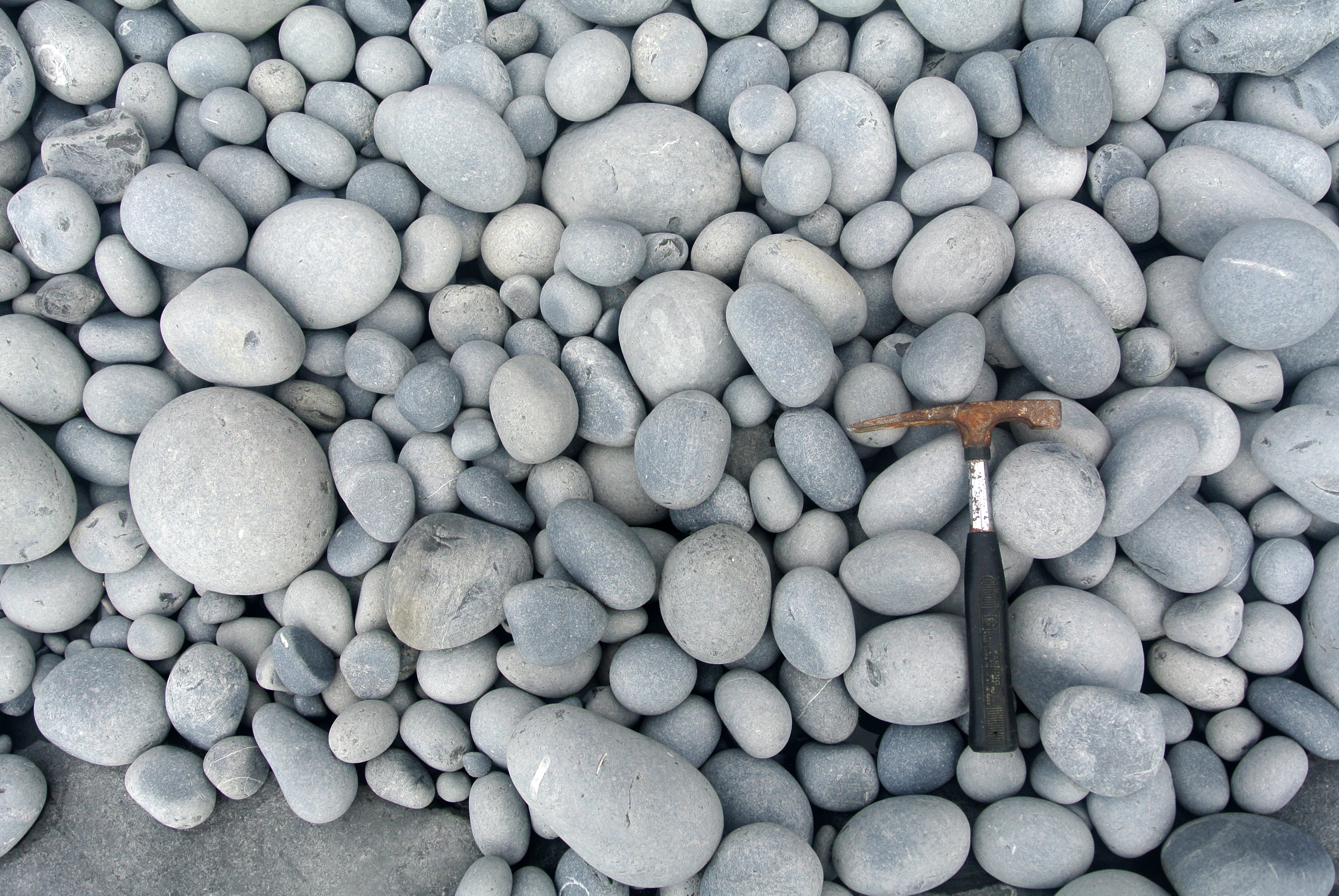
남웨일스 내쉬 포인트의 해변 자갈

낟알 크기(grain size)는 개별 퇴적물 입자 또는 쇄설암의 석화된 입자의 직경이다. 이 용어는 다른 입상 재료에도 적용될 수 있다. 이는 입자나 낟알 내부의 단결정 크기를 나타내는 결정자 크기와는 다르다. 단일 낟알은 여러 결정으로 구성될 수 있다. 입상 물질은 매우 작은 교질 입자부터 점토, 미사, 모래, 자갈, 코블, 볼더까지 다양하다.

## 같이 보기
- 토성 (지구과학)
- 기질 (생물학)
- 통일분류법(USCS)